# Ахейский цикл
«Ахейский цикл» — цикл фантастических философских произведений Генри Лайона Олди (Дмитрия Громова и Олега Ладыженского), жанр которых может быть охарактеризован как роман-миф.

## Состав цикла
В состав «Ахейского цикла» входят следующие романы:
- «Герой должен быть один» (1996).
- «Одиссей, сын Лаэрта» (в двух книгах, 2000—2001).
- «Внук Персея» (в двух книгах, 2011—2012).
- «Золотой лук» (в двух книгах, 2021).

В порядке же хронологии событий, происходящих в романах, последовательность такова: «Золотой лук», «Внук Персея», «Герой должен быть один», «Одиссей, сын Лаэрта».

## Историческая и мифологическая основа
«Ахейский цикл» критики и читатели считают самым удачным примером использования мифа в творчестве Олди. Этот цикл воссоздаёт мир греческой мифологии едва ли не с энциклопедической полнотой: от Персея к Гераклу, затем описание событий Троянской войны, событий, происходящих с Одиссеем, ищущим и нашедшим дорогу домой. Авторы не воссоздают фабулу греческих мифов и легенд буквально (тем более что сами эти мифы существуют в нескольких, иной раз противоречащих друг другу вариантах) и не стремятся изобразить исторические реалии архаической эпохи, которая предшествовала Греции классической. В связи с этим сами Олди высказались так:

Классическая Греция вместо микенской культуры? Да. Опиши мы реалии более архаичной микенской культуры, 99% читателей не опознали бы их как «греческие»! И художественная достоверность была бы утеряна. Съежилось бы пересечение кругов знаний читателя и автора, поскольку микенский культурный слой мало кому известен, кроме специалистов. Мы намеренно брали классический греческий «антураж». Для чего? Чтобы сразу вызвать ассоциации с традиционно-мифологической, привычной Грецией, с античной тематикой.

Таким образом, целью авторов было воссоздать не реалии Греции, какой она была, а наше представление о ней — творческая установка, соответствующая самому духу мифа, его субъективно-объективной природе.

## Художественные особенности
В произведениях Г. Л. Олди, в частности «Ахейском цикле», миф выполняет жанрообразующую функцию, и, таким образом, эти произведения можно отнести к жанру романа-мифа, предполагающего не столько воспроизведение древнего мифа, сколько мифотворчество, восприятие и описание мира автором в символической форме, при которой за конкретными событиями видится их вневременная ценность. В связи с этим литературовед Екатерина Четвертных цитирует слова Л. В. Ярошенко о романе-мифе в творчестве Платонова, что «миф в романе-мифе, в отличие от мифа в классическом романе, является не просто фрагментом или приемом изображения — он претендует на то, чтобы стать мифом о мире, соответствующим структуре бытия как Целого, мифологическое начало распространяется на все романное целое, функционирует на всех уровнях художественной структуры». В романе-мифе миф является и предметом изображения, и формой художественного мышления — этим данный жанр отличается от других видов мифологического романа.
Соединение в романе-мифе романного и мифологического начал проявляется на разных уровнях текста, не только в сюжете. В частности, по сравнению с традиционным романом в романе-мифе меняется концепция человека: этот жанр сосредоточен на общечеловеческом, герой говорит и действует от лица всего человечества, микро- и макрокосм соединяются друг с другом. Так, в романе «Одиссей, сын Лаэрта» Одиссей, являясь первоначально «человеком Номоса», бытие которого имеет четкую локализацию, всё больше осознаёт себя «человеком Космоса» — целого мира, Вселенной. Как и в других произведениях, относящихся к жанру романа-мифа, в текстах «Ахейского цикла» система персонажей нередко выстраивается по принципу двойничества: в романе «Герой должен быть один» присутствует двое Гераклов, у каждого из которых собственная судьба, своя личная жизнь, своё безумие; в романе «Одиссей, сын Лаэрта» главный герой окружён двойниками: Протесилай и предок Одиссея Гермес, который прошёл до конца путь обожествления до конца и уже не может вернуться к себе прежнему; двойниками в этом романе являются и Пенелопа с Афиной, две возлюбленные Одиссея, обладающие портретным сходством друг с другом.
Для хронотопа романа-мифа характерен открытый, разомкнутый в будущее тип художественного времени, но при этом также уплотнение времени: прошлое и будущее оказываются расположены параллельно настоящему. В «Ахейском цикле» персонажи вообще порой выпадают из времени — так произошло с данайцами, воевавшими под Троей. При этом время и пространство начинают отторгать персонажа как чужеродный элемент. В романе «Герой должен быть один» Кронос даёт братьям Алкиду и Ификлу (то есть Гераклу) такой дар, как власть над временем, не внешним, но внутренним: «…Я могу дать тебе власть над твоим собственным временем, над мгновениями твоей памяти. И когда настанет чёрный день — выбери любой момент из твоей прошлой жизни, и ты сможешь мысленно вернуться в него, пережить заново, ощутить во всей полноте…» Кронос приоткрывает для Геракла лазейку во времени, выделяя его субъективное время в независимую, замкнутую сферу. Временны́е пласты смещаются, изменения претерпевают и воспоминания о прошлом, и даже само это прошлое.
Фантастика на стыке с мифологией и мифотворчеством открывает человеку путь к самопознанию, к выяснению границ человеческого. В произведениях Олди, относящихся к жанру романа-мифа, мифологизируется прежде всего сам человек; человеческая природа является таинственной и сокровенной. Не боги и чудовища оказываются загадкой для человека, но сам человек — загадка для богов и чудовищ.
Перед героями произведений Г. Л. Олди нередко встаёт вопрос, как «не стать богом» или сверхчеловеком. Герои испытывают искушение самообожествления в буквальном смысле этого слова: в «Ахейском цикле» через такое искушение проходят Алкид-Геракл, Одиссей и другие герои Троянской войны, Амфитрион в финале романа «Внук Персея». Этот роман заканчивается тем, что Амфитрион обретает редкий шанс стать неуязвимым и от него отказывается: дочь Птерелая крадёт для Амфитриона золотой волос отца, дар Посейдона, дающий владельцу защиту от любого нападения, но под ударом будет тот, кто находится рядом. Соблазн неуязвимости, оплаченной жизнями близких людей и соратников, не привлекает Амфитриона.
Во всех романах «Ахейского цикла» применяется единый принцип организации сюжета, основанный на чередовании эписодиев и стасимов, традиционно лежавших в основе структуры древнегреческой трагедии. Эписодии в «Ахейском цикле» посвящены человеческим судьбам и написаны от первого лица, а стасимы представляют собой повествование о богах и чудовищах, непосредственно участвующих в сюжете романов, и написаны от третьего лица. Такое деление текста логически обосновано: слово «эписодий» восходит к греческому «вступающий», а слово «стасим» происходит от греческого «стоячий, неподвижный». Подразумевается противопоставление неизменного, незыблемого, неподвижного мира богов и преходящего мира героев, ещё только появляющихся в нём и ищущих свой путь.

## Проблематика
В «Ахейском цикле» затрагивается ряд философских и нравственных проблем, близких нынешнему читателю. В произведениях цикла ставятся сложные философские вопросы о природе человека, нравственных причинах его поступков, сущности героизма, о качествах настоящего героя. Романы Олди наполнены оптимизмом и верой в преобразующие силы человечества.
Затрагиваются такие проблемы, как проблема идеала человека (что перекликается с размышлениями Достоевского об идеале человека) и связанная с ней проблема переделки самого себя как средства противостоять злу и страху. Дилемма цели и средств, находящая отражение в творчестве Олди, тоже перекликается с творчеством Достоевского: согласно как Достоевскому, так и Олди, человек не должен жертвовать другими, поскольку цель не оправдывает средства и даже благие намерения могут привести к отрицательным результатам. Значимыми также являются проблема нравственного выбора, проблема ответственности человека за свои поступки на земле (в том числе ответственности за свою семью); проблема стремления к войне, разрушению, убийству ради денег, ресурсов, идей или веры (такое стремление — самое страшное в человеке). Проблема двойственности человека находит отражение в образах близнецов Алкида и Ификла в «Герой должен быть один»: это два разных человека, воплощающие чувство и разум, тем не менее они представляют собой две части одного целого и потому после смерти становятся одним существом — Гераклом. В цикле Олди затрагивается и проблема различий между «я» и «моё» как причины конфликтов между людьми, приводящих к смерти (единственное средство прекратить уничтожение людьми друг друга — понять, что другой — тоже я и что люди равны, при всех различиях в социальном положении, в цвете кожи, происхождении).